# Правило третин

Фотографія заходу сонця, демонструє принципи правила третин

Фотографія, зроблена без застосування та з застосуванням правила третин

Правило третин — ключове і одне з найпростіших правил побудови композиції, що застосовується у малюванні, фотографії та дизайні.

## Лінії поділу та «сильні точки»
Правило стверджує, що зображення повинно розглядатися розділеним на дев'ять рівновеликих частин за допомогою двох рівновіддалених паралельних горизонтальних та двох паралельних вертикальних ліній. Важливі частини композиції мають бути розташовані уздовж цих ліній, або на їх перетині — в так званих точках сили. Прихильники цього принципу стверджують, що вирівнювання важливих частин за цими точками та лініями створює враження акцентування, більшої напруги, енергії та більшої зацікавленості до композиції, ніж просте розташування предмета фотографування в центрі кадру.
Перша фотографія демонструє використання правил третин. Лінія горизонту розташована по горизонтальній лінії, що відділяє нижню третину фото від двох верхніх третин. Дерево розміщене на перетині двох ліній — в точці сили. Точки сили на фото не обов'язково мають торкатися однієї з ліній для того, щоб отримати переваги правила третин. Наприклад, найяскравіша частина неба, біля горизонту, де зайшло сонце, не розташоване прямо по лінії, але знаходиться біля перетину ліній, достатньо близько, щоб отримати перевагу, згідно з правилом третин.

## Розташування об'єкта
Правильний вибір точки або лінії, на якій розташовується основний об'єкт фотографування дозволяє збільшити виразність знімка.
За інших рівних умов мамо наступне:
- якщо на знімку присутній лише один об'єкт, його бажано розташувати з лівого боку кадру. Рекомендація базується на виробленій читанням звичці переглядати образи зліва-направо (аналогічно для тих, що читають справа-наліво).

- якщо на знімку присутні декілька об'єктів, домінантний об'єкт має бути розміщений в правій нижній точці. Ця техніка особливо корисна при фотографуванні зображень з емоційним підтекстом. Рекомендація ґрунтується на підсиленні сприйняття останньої отриманої інформації.

## Критика
Правило третин є одним з найпростіших правил композиції, але існують і інші правила композиції. Так, відомий радянський та російський фотограф Олександр Лапін вважав, що «так зване правило третин придумано для початківців, які просто не знають, як скомпонувати кадр».